# 奥尔加尼亚的布道书
《奥尔加尼亚的布道书》是一部手抄本文献，内容是宣讲福音，于1904年在奥尔加尼亚教区发现。它是最早用加泰罗尼亚语写成的文献之一。这些布道文是奥克语的文献的加泰罗尼亚语翻译，展示了如何用加泰罗尼亚语向人们讲道。布道文的原稿收藏在加泰罗尼亚图书馆，而复制品在奥尔加尼亚展出。
根据学者们的研究，它们是在12世纪末至13世纪初写成的。这些布道文受到奥古斯都时代咏礼司铎（例如阿维尼翁的圣鲁夫）的启发，它在额我略改革的潮流中，采取了流行的牧歌形式。字体带有向哥特式艺术过渡时期的典型特征，羊皮纸的质地十分厚实和普通。文中所使用语言的某些特殊性使学者们认为这份手稿出自天主教国王佩德罗一世（1196-1213）时代。文本是用非普罗旺斯加泰罗尼亚语写成的，尽管在这种加泰罗尼亚语中有一些少有人理解的词汇。
奥尔加尼亚和托尔托萨的布道文有一个共同的章节：《大斋首日的布道》，因此它们都与源自普罗旺斯语的布道文集有关，当时这些布道文十分流行。托尔托萨的那些布道文直接抄自普罗旺斯语，具有更通俗的语调。而奥尔加尼亚的布道文是翻译成加泰罗尼亚语的，行文更注重文采。